# Canneto Sabino
Canneto Sabino is een plaats (frazione) in de Italiaanse gemeente Fara in Sabina.